# SN 2006ls
SN 2006ls – supernowa typu I-pec odkryta 17 października 2006 roku w galaktyce A014840-0034. W momencie odkrycia miała maksymalną jasność 21,50m.